# ダナ・カーヴィ
ダナ・カーヴィ（Dana Carvey, 1955年6月2日 - ）は、アメリカ合衆国モンタナ州ミズーラ (モンタナ州)生まれのコメディアン・俳優・司会者である。

## 来歴
人気テレビ番組『サタデー・ナイト・ライブ』などのコメディショーで知られるカーヴィは、1955年にアメリカのモンタナ州で生まれる。父親はローマから移住してきたアイルランド系イタリア人だった。カーヴィが3歳の頃に一家は、カリフォルニア州へ移住。地元のカールモント高校を卒業した後に、サンフランシスコ州立大学へ進学。
1981年に製作されたホラー映画『ハロウィーンⅡ』の端役で出演して映画デビュー。同じくミッキー・ルーニー、ネイサン・レイン共演のシットコムへ出演した彼は、ロブ・ライナー監督の『スパイナル・タップ』などにも顔を出して徐々に知名度を上げていく。1986年、そんな彼に転機が訪れて人気テレビ番組の『サタデー・ナイト・ライブ』へレギュラー出演を果たす。そこで持前のコメディ・センスやものまねを披露して一躍人気者に。そこで演じたキャラクターは、後の1992年と1993年にマイク・マイヤーズと組んで『ウェインズ・ワールド』という映画にまでなった。このシリーズは2作まで製作されて、エミー賞とMTVムービー・アワードをいずれも獲得した。
最近はそこまでの活躍はなくなってきているが、トークショーなどのホストとしていまだ健在である。1983年には知り合ったPaula Zwaggermanと結婚して現在は二児の父親である。

## 出演作品

### 映画
- ハロウィーンII Halloween II (1981)
- スパイナル・タップ This Is Spinal Tap (1984)
- 月を追いかけて Racing with the Moon (1984)
- タフ・ガイ Tough Guys (1986)
- Oh! 引っ越し Moving (1988)
- 微笑みがえし Opportunity Knocks (1990)
- ウェインズ・ワールド Wyane's World (1992)
- ウェインズ・ワールド2 Wyane's World 2 (1993)
- 探偵ボーグ/わたし、忘れてます。 Clean Slate (1994)
- ケロッグ博士 The Road to Wellville (1994)
- パラダイスの逃亡者 Trapped in Paradise (1994)
- リトル★ニッキー Little Nicky (2000)
- 変身パワーズ The Master of Disguise (2002)
- ジャックとジル Jack and Jill (2011)

### テレビ番組
- The Dana Carvey Show (1996)
- サタデー・ナイト・ライブ Suturday Night Live (1986-1993)

### テレビドラマ
- One of the Boys (1982)
- ブルーサンダー(テレビドラマ版) Blue Thunder (1984)
- Just Shoot Me! (1998)